# Andrena atrohirta
Andrena atrohirta är en biart som beskrevs av Morawitz 1894. Andrena atrohirta ingår i släktet sandbin, och familjen grävbin. Inga underarter finns listade i Catalogue of Life.